# Aline Pereira
Aline Silva Pereira Celso (São Bernardo do Campo, 6 de outubro de 1990) é uma lutadora brasileira do Karate Combat, ex-kickboxer e ex-lutadora de artes marciais mistas. No MMA, competiu na divisão peso mosca da Legacy Fighting Alliance (LFA), e no kickboxing competiu na Glory Kickboxing, disputando o título Glory Super Bantamweight em 2021.

## Carreira no kickboxing

### Início de carreira
Pereira fez sua estreia profissional contra Rayane Vieira no WGP Kickboxing 39 em 22 de julho de 2017. Ela venceu a luta por decisão unânime. Pereira foi posteriormente escalado para enfrentar Mayza Borges no WGP Kickboxing 44 em 23 de fevereiro de 2018, e foi novamente vencido por decisão unânime. A sequência de duas vitórias de Pererira foi interrompida por Elaine Lopes, que a derrotou por decisão unânime no WGP Kickboxing 45 em 5 de maio de 2018.
Pereira estava programado para enfrentar Tatiana Campos no WGP Kickboxing 50 em 27 de outubro de 2018. Ela venceu a luta por decisão unânime. Pereira foi então programado para enfrentar Nilcelia Pereira no Super Fighters 4 em 8 de junho de 2019. Ela venceu a luta por decisão unânime. Após esta vitória, Pereira foi contratado pelo Glory.

### Glory
Pereira fez sua estréia promocional com Glory contra Chommanee Sor Taehiran no Glory 68: Miami em 28 de setembro de 2019. Ela venceu a luta por decisão unânime.
Pereira estava programado para enfrentar Crystal Lawson no Glory 71: Chicago em 22 de novembro de 2019. Ela venceu a luta por nocaute técnico no primeiro round, que foi a primeira vitória por paralisação em sua carreira profissional.
Pereira desafiou Tiffany van Soest pelo Glory Super Bantamweight Championship no Glory 77: Rotterdam em 30 de janeiro de 2021. Pereira perdeu a luta por decisão unânime.

## Recorde de kickboxing
| Recorde de kickboxing                                          | Recorde de kickboxing                                          | Recorde de kickboxing                                          | Recorde de kickboxing                                          | Recorde de kickboxing                                          | Recorde de kickboxing                                          | Recorde de kickboxing                                          | Recorde de kickboxing                                          |                                                                |
| 6 Vitórias (1 (T)KO's), 2 Derrotas, 0 Empate, 0 Sem competição | 6 Vitórias (1 (T)KO's), 2 Derrotas, 0 Empate, 0 Sem competição | 6 Vitórias (1 (T)KO's), 2 Derrotas, 0 Empate, 0 Sem competição | 6 Vitórias (1 (T)KO's), 2 Derrotas, 0 Empate, 0 Sem competição | 6 Vitórias (1 (T)KO's), 2 Derrotas, 0 Empate, 0 Sem competição | 6 Vitórias (1 (T)KO's), 2 Derrotas, 0 Empate, 0 Sem competição | 6 Vitórias (1 (T)KO's), 2 Derrotas, 0 Empate, 0 Sem competição | 6 Vitórias (1 (T)KO's), 2 Derrotas, 0 Empate, 0 Sem competição | 6 Vitórias (1 (T)KO's), 2 Derrotas, 0 Empate, 0 Sem competição |
| Data                                                           | Resultado                                                      | Oponente                                                       | Evento                                                         | Local                                                          | Método                                                         | Round                                                          | Tempo                                                          |                                                                |
| -------------------------------------------------------------- | -------------------------------------------------------------- | -------------------------------------------------------------- | -------------------------------------------------------------- | -------------------------------------------------------------- | -------------------------------------------------------------- | -------------------------------------------------------------- | -------------------------------------------------------------- | -------------------------------------------------------------- |
| 30/01/2021                                                     | Derrota                                                        | Tiffany van Soest                                              | Glory 77: Rotterdam                                            | Roterdã, Holanda                                               | Decisão (Unânime)                                              | 5                                                              | 3:00                                                           |                                                                |
| Pelo título Glory Super Bantamweight.                          |                                                                |                                                                |                                                                |                                                                |                                                                |                                                                |                                                                |                                                                |
| 22/11/2019                                                     | Vitória                                                        | Crystal Lawson                                                 | Glory 71: Chicago                                              | Chicago, Estados Unidos                                        | TKO (Regra de 3 Knockdowns)                                    | 1                                                              | 0:59                                                           |                                                                |
| 28/09/2019                                                     | Vitória                                                        | Chommanee Sor Taehiran                                         | Glory 68: Miami                                                | Miami, Estados Unidos                                          | Decisão (Unânime)                                              | 3                                                              | 3:00                                                           |                                                                |
| 08/06/2019                                                     | Vitória                                                        | Nilcelia Pereira                                               | Super Fighters 4                                               | São Paulo, Brasil                                              | Decisão (Unânime)                                              | 3                                                              | 3:00                                                           |                                                                |
| 27/10/2018                                                     | Vitória                                                        | Tatiana Campos                                                 | WGP Kickboxing 50                                              | São Bernardo do Campo, Brasil                                  | Decisão (Unânime)                                              | 3                                                              | 3:00                                                           |                                                                |
| 05/05/2018                                                     | Derrota                                                        | Elaine Lopes                                                   | WGP Kickboxing 45, Tournament Semifinal                        | Sorocaba, Brasil                                               | Decisão (Unânime)                                              | 3                                                              | 3:00                                                           |                                                                |
| 23/02/2018                                                     | Vitória                                                        | Mayza Borges                                                   | WGP Kickboxing 44                                              | São Bernardo do Campo, Brasil                                  | Decisão (Unânime)                                              | 3                                                              | 3:00                                                           |                                                                |
| 22/07/2017                                                     | Vitória                                                        | Rayane Vieira                                                  | WGP Kickboxing 39                                              | Vitória, Espírito Santo, Brasil                                | Decisão (Unânime)                                              | 3                                                              | 3:00                                                           |                                                                |
| Legenda: Vitória Derrota Empate/Sem competição Notas           |                                                                |                                                                |                                                                |                                                                |                                                                |                                                                |                                                                |                                                                |

## Vida pessoal
Aline faz parte dos povos indígenas do Brasil, sendo da tribo Pataxó. Tem um irmão mais velho, Alex Pereira, que é o ex-campeão dos médios do UFC e ex-campeão do Glory em duas divisões.